# Florian Jung (Windsurfer)
Florian „Flo“ Jung (* 1983 in Saarbrücken, Deutschland) ist ein deutscher Windsurfer, Umweltaktivist und Sozialunternehmer. Er zählt zu den erfolgreichsten deutschen Windsurfern seiner Generation und kombiniert sportliche Spitzenleistungen mit starkem Engagement für den Meeres- und Umweltschutz.

## Leben
Jung wuchs in Saarbrücken auf und entdeckte mit 14 Jahren an einem kleinen See in Frankreich das Windsurfen für sich. Im Alter von 17 Jahren besuchte er die Maui Ocean Academy auf Hawaii, eine Schule für aufstrebende Windsurf-Profis.
2003 absolvierte er sein Abitur an der Waldorfschule in Saarbrücken. Ein Jahr später begann er ein Sportstudium in Saarbrücken, das er jedoch nach einem Jahr abbrach, um sich vollständig auf seine Windsurf-Karriere zu konzentrieren.
2005 erzielte Jung erste Erfolge auf der PWA World Tour in der Disziplin Freestyle, ab 2007 nahm er zusätzlich an Wettbewerben in der Disziplin Wave teil. 2011 schloss er sein Studium im Bereich Sportmarketing ab.

### Sportliche Erfolge
Florian Jung hat über 15 Jahre Erfahrung als professioneller Windsurfer und erreichte zahlreiche Erfolge, darunter:
- Deutscher Meister Windsurfen – Wave (2024)[3][4]
- 3. Platz Overall-Ranking Deutsche Windsurf Cup (2018)
- 1. Platz Wave Summer Opening Sylt (2017)[5]
- 9. Platz Worldcup Teneriffa (2015)[6]
- 11. Platz Worldcup Overall Ranking (2013)[7]
- 1. Platz Ocean Jump World Championship (2010)

Regelmäßig unter den Top 20 der Weltrangliste (2008–2019).

### Engagement für Meeres- und Umweltschutz
Eine große mediale Aufmerksamkeit erreichte er durch kreative Medienprojekte. Diese Medienprojekte verbinden Wassersport und Umweltanliegen, wie den Schutz der Ozeane miteinander.
2015 gründete er die Aqua Power Expedition, eine transatlantische Mission zur Aufklärung über Meeresverschmutzung. Das Projekt brachte Extremsportler, Wissenschaftler und Aktivisten zusammen, um Bewusstsein für die Bedrohung der Ozeane zu schaffen.
Als Ocean Ambassador hält Jung weltweit Vorträge, produziert Filme und veranstaltet Workshops. Jung ist es ein großes Anliegen Menschen für den Schutz der Meere zu sensibilisieren.

### Soziales Engagement
Gemeinsam mit seiner Frau Marie Christen gründete Jung 2010 die gemeinnützige Organisation Ein Band für Bildung. Inspiriert durch einen Besuch in einem Township in Kapstadt entwickelten sie das Social-Impact-Label Mon Coeur. Durch den Verkauf von handgefertigten Produkten finanziert Mon Coeur Bildungsprojekte in Südafrika. Die Initiative hat bereits über 500.000 Euro gespendet und erreicht jährlich mehr als 350 Kinder in Südafrika.
2022 eröffnete die Organisation in Kapstadt den Inspire Hub, eine Nachmittagsbetreuung, die als Plattform für sozialen Austausch dient. Das Bildungsangebot umfasst Nachhilfe, Sprachunterricht, Workshops, Umweltbildung und handwerkliche Fähigkeiten. 2024 wurde zudem das erste modulare Klassenzimmer entwickelt, um Kindern eine sichere und inspirierende Lernumgebung zu bieten.
Florian Jung ist seit 2010 Vorstandsvorsitzender der Organisation. Er erarbeitet die strategischen Leitlinien und ist selbst in Bildungsprojekten eingebunden.

### Ocean Alliance
2024 gründete Florian Jung die Initiative Ocean Alliance, eine Plattform zur Unterstützung gemeinnütziger Projekte im Bereich Meeresschutz. Ziel ist es, Unternehmen, Stiftungen und NGOs zu vernetzen, um finanzielle Mittel gezielt und effektiv einzusetzen. Die Initiative schafft Transparenz über die Effektivität von Umweltmaßnahmen und erleichtert Unternehmen, in nachhaltige Projekte zu investieren.
Das erste Pilotprojekt wurde in Zusammenarbeit mit Got Bag in Südafrika gestartet, bei dem verschiedene Organisationen gemeinsam an nachhaltigen Lösungen für den Meeresschutz arbeiten.

### Medienproduktion und Öffentlichkeitsarbeit
Mit seiner Firma Flow Productions produziert Jung preisgekrönte Filme und Kampagnen mit Fokus auf Umweltschutz und Abenteuer. Zu seinen Auftraggebern gehören Unternehmen wie Polestar, Biotherm, Davidoff Coolwater, Fiat und L’Oréal.
Sein Dokumentarfilm Don´t let go begleitet mehrere Profi-Windsurfer über mehrere Saisons und beleuchtet die Höhen und Tiefen ihres Lebens. Seine ungewöhnliche Erzählweise fand auch über die Windsurfszene hinaus große Resonanz.
Durch seine mediale Präsenz setzt er sich für ökologische und soziale Themen ein. Seine Arbeiten wurden in Magazinen veröffentlicht und mehrfach ausgezeichnet.